# Crossotus bifasciatus
Crossotus bifasciatus är en skalbaggsart som beskrevs av Hermann Julius Kolbe 1900. Crossotus bifasciatus ingår i släktet Crossotus och familjen långhorningar.
Artens utbredningsområde är Zimbabwe. Inga underarter finns listade i Catalogue of Life.